# Abraxas luteavarleyata
Abraxas luteavarleyata är en fjärilsart som beskrevs av Porritt 1920. Abraxas luteavarleyata ingår i släktet Abraxas och familjen mätare. Inga underarter finns listade i Catalogue of Life.